# Darreh Varān
Darreh Varān (persiska: دَرِّهوَران, درّه وران) är en ort i Iran.   Den ligger i provinsen Kurdistan, i den nordvästra delen av landet, 500 km väster om huvudstaden Teheran. Darreh Varān ligger 1 387 meter över havet och antalet invånare är 337.
Terrängen runt Darreh Varān är kuperad. Runt Darreh Varān är det ganska tätbefolkat, med 60 invånare per kvadratkilometer. Närmaste större samhälle är Marivan, 15,2 km söder om Darreh Varān. Trakten runt Darreh Varān består till största delen av jordbruksmark.